# Lutherbaum

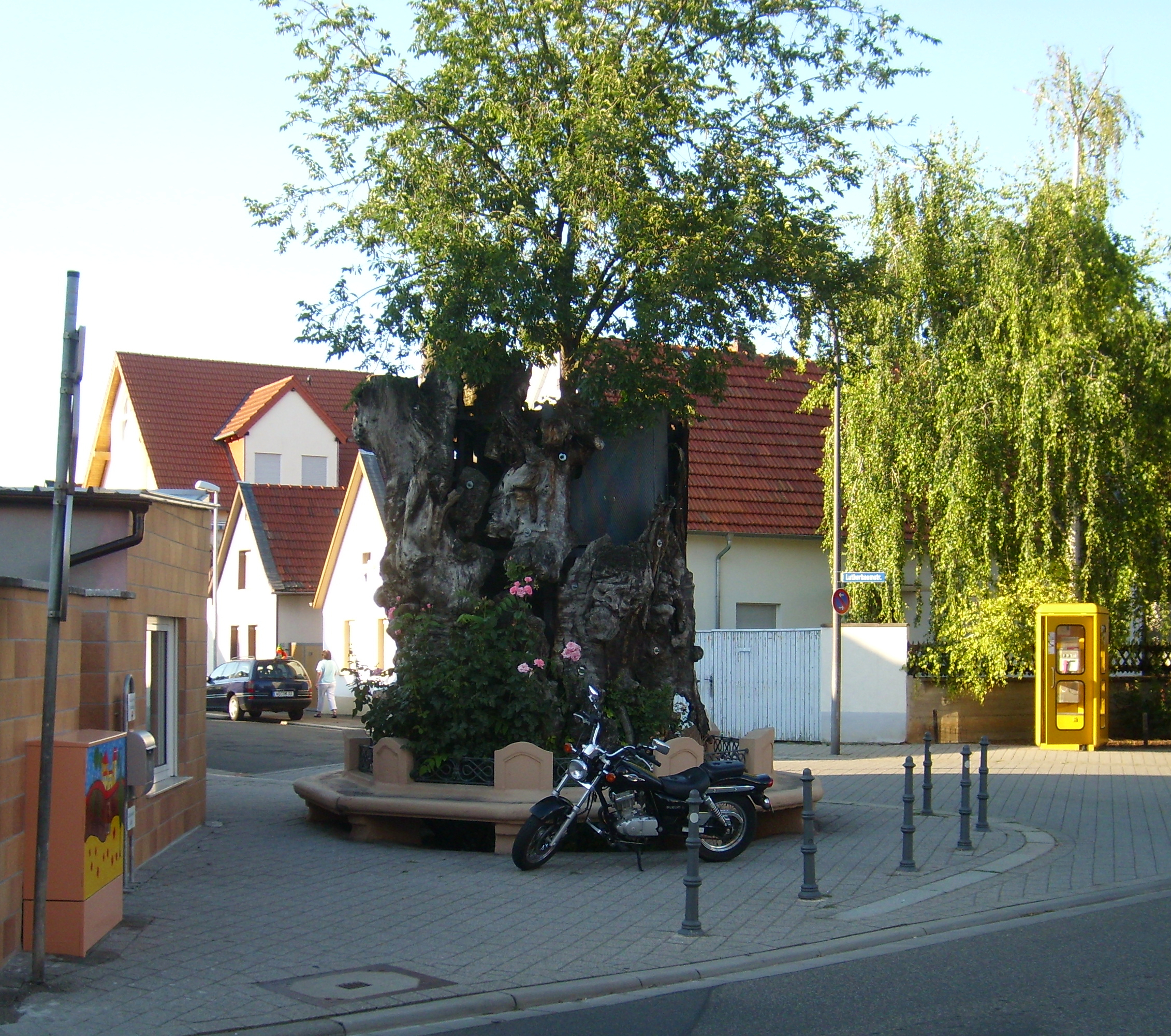
Der Lutherbaum 2010.

Der Lutherbaum in Worms-Pfiffligheim ist der Torso einer vermutlich im 16. Jahrhundert gepflanzten Feldulme, der an die Anhörung Luthers während des Reichstags zu Worms 1521 erinnert. Die Reste des Baumes einschließlich des aus seinem Holz geschnitzten Reliefs von Gustav Nonnenmacher und der umgebenden Sitzbank stehen unter Denkmalschutz. Mit einer Höhe von über 30 m und einem Umfang von 9 m zählte der Baum vor dem Verlust seiner Krone im Jahr 1870 zu den größten bekannten Ulmen.

## Benennung
Der Benennung des Baumes nach Luther ist ahistorisch, der Baum wird aber über verschiedene Anekdoten mit Martin Luther verknüpft. Am verbreitetsten ist die Erzählung, Luther habe auf dem Weg zum oder vom Reichstag 1521 hier Rast gemacht und gepredigt. Älter als diese vermutlich in der zweiten Hälfte des 19. Jahrhunderts entstandene Anekdote ist der Bericht, während des Reichstags hätten sich zwei Frauen über Luthers Lehre gestritten und eine von ihnen ihren Wanderstab in die Erde gesteckt mit den Worten, dass aus dem Stab ein Baum werden solle, wenn Luther Recht habe. Eine weitere Erzählung vermengt beide Motiv und spricht von Luther Wanderstab, den dieser eigenhändig in den Boden gesteckt haben solle.
Karl von Gerok verarbeitete die Anekdote um Luthers Rast unter dem Baum in seinem Gedicht Lutherbaum bei Pfiffligheim von 1882. Weitere literarische Bearbeitungen stammen von Eduard Hensing und vom Pfiffligheimer Pfarrer Otto Kappesser.

## Geschichte

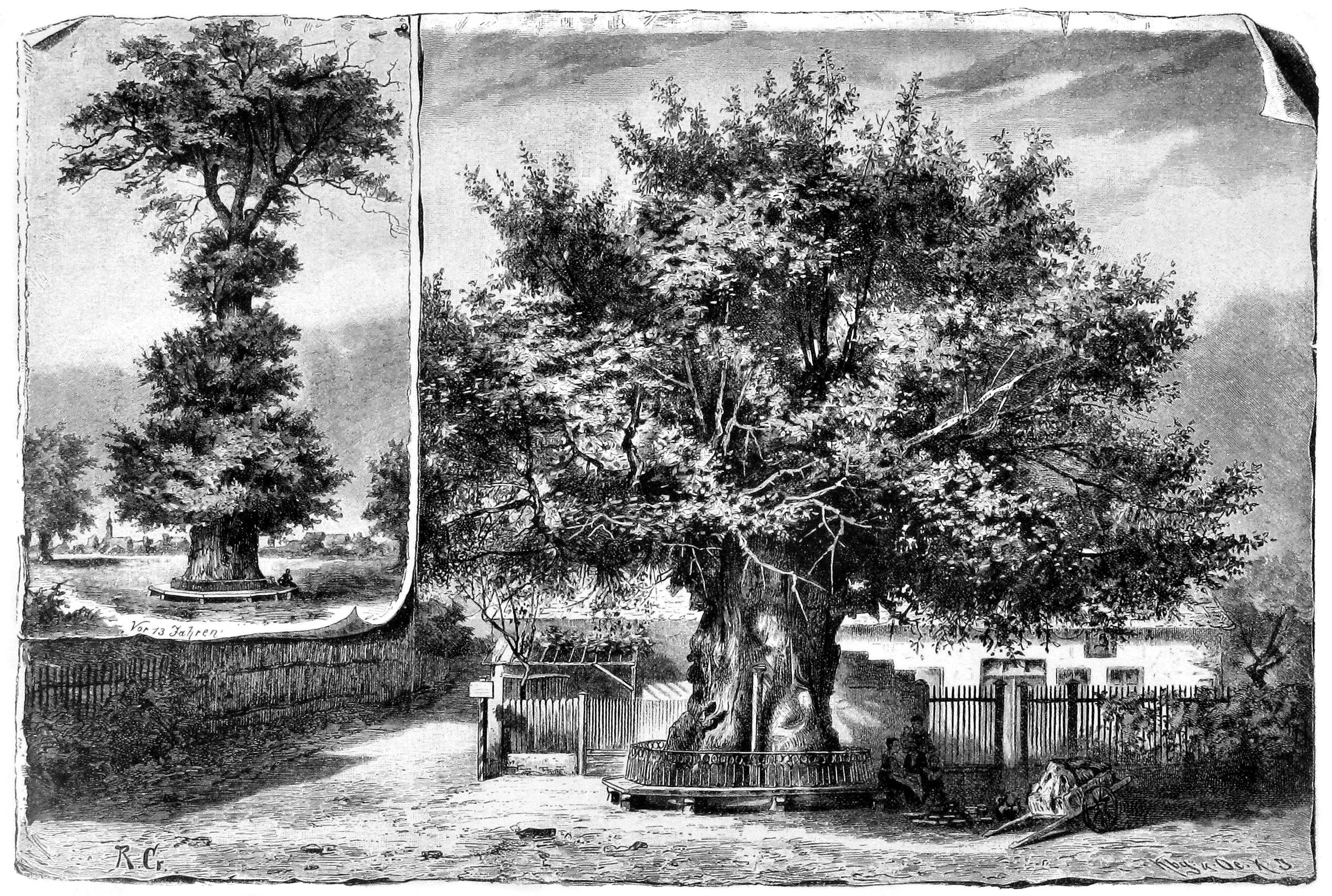
Der Lutherbaum 1883; links oben der Zustand vor 1870.

Das tatsächliche Alter des Baumes ist unbekannt, es wird vermutet, dass er Anfang des 16. Jahrhunderts gepflanzt wurde. Am 26. Oktober 1870 zerbrach ein Orkan etwa zwei Drittel des Ulmenstammes. Zur Erhaltung des Baumstumpfs und der Äste wurde der Boden umgegraben und gedüngt, worauf der Stamm wieder ausschlug. 1902 wurden freiliegende Partien seines Inneren geteert und ausgemauert und er erhielt eine schützende Einfriedung mit einer Steinbank. Bei einem Gewittersturm am 29. August 1912 brach der Baum erneut zusammen und die Stadtverordnetenversammlung bewilligte zur Erhaltung des Stammes nochmals Mittel. 1949 starb der Lutherbaum endgültig ab, aus seinem Holz schnitzte Gustav Nonnenmacher 1954 ein Relief, das Luther vor dem Reichstag zeigt, sowie Lutherrosen zur Finanzierung des Wiederaufbaus der Magnuskirche.
1998 wurden der Baumtorso und Gedenktafel saniert. Spenden finanzierten die Pflanzung einer jungen Ulme im Inneren des Denkmals im Frühjahr 1999.